# Cilybebyll
Cilybebyll är en community i Storbritannien.   Den ligger i kommunen Neath Port Talbot och riksdelen Wales, i den södra delen av landet, 250 km väster om huvudstaden London.
Orten Cilybebyll är en liten kyrkby. Större delen av invånarna bor i byarna Gellinudd, Alltween och Rhos. 